# Ramón Sijé
José Ramón Marín Gutiérrez, más conocido como Ramón Sijé (Orihuela, 16 de noviembre de 1913- Orihuela, 24 de diciembre de 1935) fue un escritor, ensayista, periodista y abogado español.
Es el protagonista del poema Elegía a Ramón Sijé, escrito por su amigo Miguel Hernández días después de su muerte, considerado una de las elegías más conmovedoras de la literatura española.

## Biografía
José Ramón era hijo de José Marín Garrigós, comerciante de tejidos, y de Presentación Gutiérrez Fenoll. Tuvo dos hermanos, Justino (Gabriel Sijé) y Marilola.
Hizo el bachillerato con los jesuitas de Santo Domingo y Derecho en Murcia como alumno libre. 
Desde joven mantuvo una estrecha amistad con Miguel Hernández (1910-1942), al que admiraba y con quien compartía inquietudes literarias y políticas, a pesar de sus diferentes opiniones. Miguel Hernández dedicó un poema a la muerte de este, pues eran muy buenos amigos, la Elegía a Ramón Sijé.
Fundó la revista Voluntad junto a Jesús Poveda y el director de la misma, Manuel Martínez Fabregat, y El Gallo Crisis, junto a otros oriolanos. Fue autor de un ensayo antirromántico: La decadencia de la flauta y el reinado de los fantasmas, que no se publicó hasta 1973 con prólogo de Manuel Martínez Galiano, por el Instituto de Estudios Alicantinos.
De firmes principios católicos, Ramón prestó también atención a la teología y a la política, queriendo expresar en sus obras tanto sus creencias religiosas como sus valores humanos.

## Muerte
El 13 de diciembre de 1935, en su pueblo natal, Orihuela, Ramón Sijé enfermó de una infección que le produjo una septicemia (infección) que le infectó el corazón. , y en solo diez días ―el día de Nochebuena― falleció.
El poeta Miguel Hernández (1910-1942) escribió un poema «Elegía», incluido en su libro El rayo que no cesa.
Este poema fue musicalizado en 1972 por Joan Manuel Serrat (dentro de su álbum Miguel Hernández).
El grupo andaluz Jarcha incluye en el disco Libertad sin ira, de 1976, un recitado musical de la Elegía a Ramón Sijé.
Enrique Morente y Pepe Habichuela hicieron una adaptación flamenca del mismo poema en un disco de 1977, y Manolo Sanlúcar incluyó una pieza instrumental con el mismo título en su álbum "...Y regresarte", dedicado a Miguel Hernández.
En su álbum de 2014, Granada, Silvia Pérez Cruz y Raül Fernández Miró hicieron una nueva adaptación a partir de la versión de Morente.

## Obra
- El Gallo Crisis, edición facsímil, Ayuntamiento de Orihuela, 1973. ISBN 84-500-6124-5
- La decadencia de la flauta y el reinado de los fantasmas, Instituto de Estudios Alicantinos, Alicante, 1973.

Pueden leerse casi todos sus artículos y polémicas en José Muñoz Garrigós: Vida y obra de Ramón Sijé, Murcia-Orihuela, 1987.

## Significación político-cultural
Ramón Sijé es considerado uno de los representantes principales de la tendencia fascistizante dentro de la vanguardia artístico-literaria española, junto con Ernesto Giménez Caballero y José María Hinojosa.